# Mia Wagner

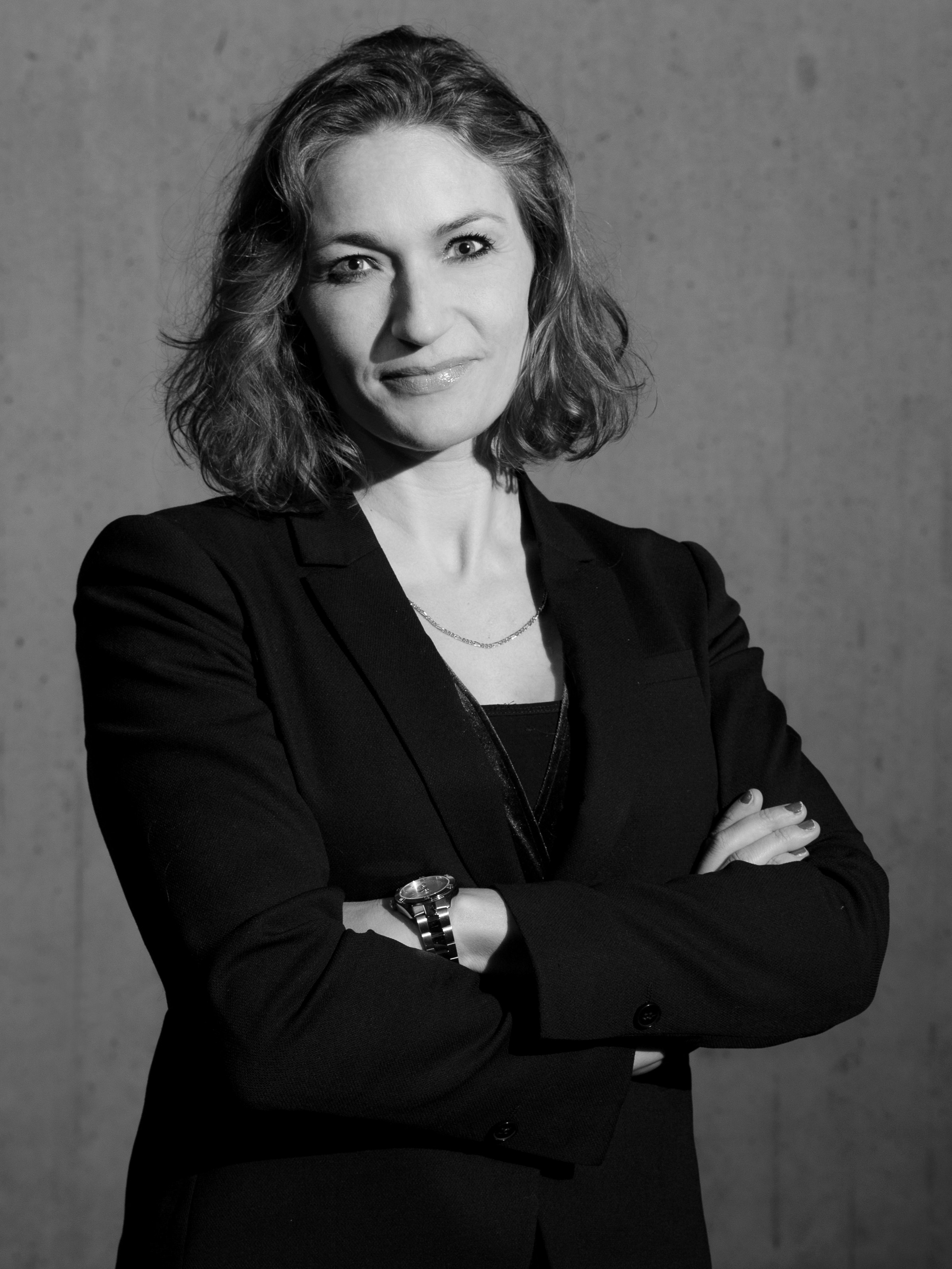
Mia Wagner, 2019

Mia Wagner (* 25. Dezember 1977 in  Viborg) ist eine dänische Anwältin, Unternehmerin und Politikerin der Venstre-Partei. Vom 23. November bis zum 7. Dezember 2023 war sie kurzzeitig Ministerin für Gleichstellung und Digitales ihres Landes.

## Werdegang
Wagner wurde 1977 als Tochter eines prominenten dänischen Anwalts und Strafverteidigers geboren. Nach dem Abitur studierte sie zunächst Medizin an der Universität Odense, bevor sie in ein Jurastudium an der Universität Kopenhagen wechselte. Nach ihrem Abschluss 2003 fing sie an, in der Kanzlei ihres Vaters zu arbeiten, die sie schließlich als Teilhaberin übernahm. Die Kanzlei wurde 2017 geschlossen.
Von 2017 bis 2020 leitete sie die Freeway-Unternehmensgruppe, eine Holdinggesellschaft für verschiedene Internetangebote, darunter auch eine Online-Datingplattform. Von 2018 bis 2022 war sie Teil des Investorenteams der dänischen Ausgabe von Die Höhle der Löwen. Im Anschluss gründete sie zusammen mit einer Geschäftspartnerin einen Inkubator für weibliche Nachwuchsunternehmerinnen.
Neben ihrer unternehmerischen Tätigkeit engagierte sie sich auch in verschiedenen Vorständen, darunter bei der Dänischen Handelskammer und bei der Landesorganisation von UNICEF.
Im November 2023 wurde sie vom neugewählten Vorsitzenden der Venstre-Partei, Troels Lund Poulsen im Zuge einer Kabinettsrochade der Venstre-Minister zur neuen Ministerin für Gleichstellung und Digitalisierung in der Regierung Frederiksen II berufen und ersetzte Marie Bjerre. Wenige Tage nach ihrer Berufung erlitt sie in ihrer Wohnung einen Ohnmachtsanfall und war seitdem krankgeschrieben. Am 7. Dezember erklärte sie aus gesundheitlichen Gründen ihren Rückzug aus der Regierung. Ihre Nachfolgerin wurde erneut Bjerre.

## Privates
Wagner lebt nördlich von Kopenhagen in Vedbæk. Sie hat zwei Töchter aus einer früheren Ehe. 2018 war ihr aufgrund einer Herzerkrankung ein Herzschrittmacher implantiert worden.